# Hybrid Heaven
Hybrid Heaven (ハイブリッドヘヴン, Haiburiddo Hevun) és un videojoc desenvolupat per Konami Computer Entertainment Osaka i llançat per la Nintendo 64 el 1999. El joc és una notable barreja de diferents gèneres sent els seus principals dos gèneres com el rol i els jocs d'aventura d'acció. Els dissenyadors tenien l'esperança de crear una nova mecànica d'un sistema de batalles RPG. És també un dels pocs títols de Nintendo 64 que té suport en format widescreen.

## Jugabilitat
Hybrid Heaven obté alguns elements del gènere de les aventures d'acció 3D, tals com Tomb Raider. El jugadors es pot moure lliurement en totes adreces a més de saltar, arrossegués, grimpar i disparar. El jugador ha de solucionar diferents puzles utilitzant armes que inhibeixen sistemes electrònics o bé mitjançant habilitats pròpies.
No obstant això, quan s'està lluitant amb un enemic (anomenat com a "arma biològica" en "Hybrid Heaven"), el joc canvia a una manera totalment diferent. El jugador és mogut a una habitació més petita amb menys llibertat de moviments sense poder realitzar certs moviments com saltar, arrossegar-se o grimpar. L'enemic i el jugador es poden moure a través de l'habitació per obtenir una millor posició estratègica per atacar. Quan estan prou a prop, i tenen la suficient energia, un o l'altre pot decidir atacar a l'adversari. En aquest punt, el temps es congela passant a la típica modalitat de rol per torns: l'atacant tria un atac d'una llista, mentre que el defensor ha de seleccionar una defensa i el resultat de l'acció es mostra. Després de l'atac, el temps torna a ser en temps real fins que es torni a realitzar un atac. Tot això passa en pocs segons, fent que l'acció flueixi de manera més natural que en la majoria dels RPGs.
A causa d'això, existeix un mode semblant al d'història, el mode Vs. Battle, el qual és com el típic joc en 3D però amb els elements únics d'un RPG. A més, dels típics atacs de cop de puny, puntada o agafada, l'energia de pot emmagatzemar cinc vegades permetent la realització de combos, sent aquests combos creats a la seva manera per l'usuari o triant d'una llista de combos predefinits. El sistema de batalla en Hybrid Heaven es basa principalment en un sistema d'experiència mitjançant nivells. L'experiència es pot usar de manera ofensiva o defensiva, estant estretament relacionat amb les habilitats estadístiques del jugador quan millora un moviment futur, amb estadístiques separades per a la cintura, el tors o el cap.
El joc inclou possibilitat d'utilitzar tant el Rumble Pak com l'Expansion Pak.

## Argument
El jugador comença l'aventura assumint el rol de Mr. Diaz, un humà híbrid sintètic creat pels extraterrestres. En la introducció del joc, ell es torna contra els seus amos quan mata a un ésser humà sintètic destinat a substituir al guardaespatlles del president, Johnny Slater. Diaz descobreix per si mateix una enorme instal·lació en el subsòl creat pels aliens en Manhattan. Segons va progressant el joc, es revela que realment és Johnny Slater, i que es va disfressar de Diaz pels Gargatuans. Els Gargatuans són la raça extraterrestre d'uns 3 peus d'alt els qui, després de ser traïts per uns membres de la seva espècie que van despertar de la hipervelocidad i van dirigir la nau a la terra, sent forçats a ajudar aquest traïdor amb experiments genètics. Els extraterrestres creen clons i híbrids (un mix d'humans amb ADN de Gargatuans, resultant ser criatures molt poderoses) i intentant conquistar la terra a força de substituir els seus líders, començant amb el dels Estats Units. Uns pocs Gargatuans havien escapat del traïdor, dirigint una resistència en el subsòl. Descobreixen a Johnny després que hagués estat clonat i disfressat com Diaz, el qual tenia problemes amb la seva memòria a causa de la disfressa. Johnny recupera les seves memòries mentre està disfressat. El jugador ha de baixar cada vegada més a baix en la instal·lació per parar els plans de reemplaçar al president amb un clon i acabar amb el traïdor a petició dels Gargatuans. El motiu personal de Johnny per ajudar-los en què si ho aconsegueix podrà tornar a temps i trobar a la seva núvia en l'arbre de Nadal en la gespa de la Casa Blanca.

## Recepció
Com a jocs d'aquest gènere eren molt rars de veure en la Nintendo 64, el joc va ser esperat amb expectació. Per exemple, el NGC Magazine va realitzar un reportatge abans del seu llançament a més de llançar dues portades sobre el joc. El joc va obtenir als Estats Units una barreja d'anàlisi de tot tipus de resultats, tals com a puntuacions decents com el 7 sobre 10 que va obtenir d'IGN a puntuacions bastant baixes com el 4.1 rebut per Gamespot
Al Japó, la revista Famitsu va puntuar amb un 30 sobre 40.